# Evrovizijska Melodija 2021
Die 23. Evrovizijska Melodija (EMA) (oder EMA Evrovizija) sollte der slowenische Vorentscheid für den Eurovision Song Contest 2021 in Rotterdam (Niederlande) werden und hätte am 27. Februar 2021 stattfinden sollen. Man entschied sich schließlich gegen die Durchführung und eine interne Auswahl des Liedes für die Sängerin Ana Soklič.

## Format

### Konzept
Nach der Absage des Eurovision Song Contest 2020, gab die öffentlich-rechtliche Rundfunkanstalt Radiotelevizija Slovenija (RTV SLO) am 17. Mai 2020 bekannt, dass Ana Soklič, die 2020 für das Land hätte an den Start gehen sollen, 2021 die Chance erhalten soll, Slowenien beim ESC zu repräsentieren.
Es war geplant, dass insgesamt drei bis fünf Lieder Soklič bei der EMA 2021 präsentiert werden sollen. Nähere Informationen zur Abstimmung sowie weite Details wollte RTV SLO im Januar 2021 bekannt geben.

### Beitragswahl
Am 13. Juli 2020 startete RTV SLO einen Aufruf und bat dabei Interessierte, Lieder für Ana Soklič einzureichen. Bis 30. September 2020 konnten Lieder aller Genres eingereicht werden.
Am 1. Oktober 2020 gab die Rundfunkanstalt dann bekannt, dass sie insgesamt 191 Lieder für Soklič erhalten haben. Nie zuvor wurden so viele Lieder für die EMA eingereicht worden. Eine Expertenjury und Soklič hätten die drei Lieder auswählen sollen, die in der Vorentscheidung am 27. Februar 2020 aufgeführt hätten werden sollen. Es wurde nicht ausgeschlossen, dass zu diesen drei Liedern weitere hinzukommen.

## Absage und Bekanntgabe der Vertreterin
Anfang 2021 wurde bekannt, dass aufgrund der Corona-Pandemie der Contest zur nationalen Vorentscheidung nicht stattfindet werde. Es wurde angeführt, dass das Lied stattdessen intern ausgewählt wurde und Ende Februar 2021 präsentiert werde.